# Estrus EP
Estrus EP es un EP 7" de John Frusciante, lanzado en 1997. Sólo entre 400 y 500 copias de este vinilo EP fueron fabricadas, y pudieron distribuirse a través de Birdman Recordings. La primera canción, "Estrus", fue realizada como última canción de Smile from the Streets You Hold bajo el título "Estress". El tema de la cara b "Outside Space" fue grabado originalmente para el disco debut de Frusciante Niandra Lades and Usually Just a T-Shirt, y una parte puede oírse en los últimos diez segundos de la canción "Máscara".

## Lista de canciones
Todas las canciones compuestas por John Frusciante.
Lado uno
- "Estrus" – 2:15

Lado dos
- "Outside Space" – 6:27

- Datos: Q2101943